# 300: Rise of an Empire (soundtrack)
300: Rise of an Empire is de originele soundtrack van de film met dezelfde naam. Het album werd gecomponeerd en geproduceerd door Junkie XL en werd op 7 maart 2014 uitgebracht door WaterTower Music.
De Nederlandse Multi-instrumentalist Tom Holkenborg, beter bekend als Junkie XL werd door de filmproducent Zack Snyder ingehuurd voor het maken van de soundtrack. De soundtrack van de eerste film 300 werd gecomponeerd door Tyler Bates. Een vervolg voor Junkie XL is mede mogelijk gemaakt doordat in 2013 Hans Zimmer verantwoordelijk werd gesteld voor het maken van de filmmuziek van de film Man of Steel, die daarop aan Junkie XL vroeg om aan een paar nummers mee te schrijven en Snyder ook positief over was. De filmmuziek werd uitgevoerd door de Hollywood Studio Symphony onder leiding van Nick Glennie-Smith. De zang in de filmmuziek komt van Hilda Örvarsdóttir en MC Rai. Holkenborg speelde zelf ook de instrumenten gitaar, basgitaar, drums, piano en synthesizer, die hij toevoegde aan het geheel. Ook mixed hij het album bij de studio Computer Hell Cabin af.

## Nummers
| Nr. | Titel                 | Duur |
| --- | --------------------- | ---- |
| 1   | History of Artemisia  | 9:34 |
| 2   | Marathon              | 3:54 |
| 3   | From Man To God King  | 3:50 |
| 4   | Sparta                | 1:05 |
| 5   | Artemisia's Childhood | 3:42 |
| 6   | Suicide               | 1:18 |
| 7   | Left For Dead         | 1;32 |
| 8   | Fog Battle            | 4:35 |
| 9   | A Beach of Bodies     | 4:17 |
| 10  | Fire Battle           | 6:11 |
| 11  | Xerxes' Thoughts      | 3:44 |
| 12  | Queen Gorgo           | 3:59 |
| 13  | Greeks on Attack      | 4:28 |
| 14  | History of the Greeks | 7:04 |
| 15  | Greeks are Winning    | 6:04 |
| 16  | End Credits           | 2:34 |